# Anna Lewandowska (ur. 1988)
Anna Maria Lewandowska, z domu Stachurska (ur. 7 września 1988 w Łodzi) – polska sportsmenka i działaczka sportowa, bizneswoman, coach, trenerka personalna, dietetyczka, prezenterka telewizyjna i osobowość medialna. Wielokrotna medalistka mistrzostw świata, Europy i Polski w karate tradycyjnym, w ramach organizacji World Fudokan Federation (WFF). Prezes Olimpiad Specjalnych Polska. Żona piłkarza Roberta Lewandowskiego. 

## Życiorys
Urodziła się 7 września 1988 w Łodzi jako córka Marii i Bogdana Stachurskich, kostiumografki i producentki zewnętrznej TVP oraz operatora filmowego. Wychowywała się w Podkowie Leśnej.

### Kariera sportowa
W wieku 11 lat zaczęła treningi karate za namową m.in. wuja, Pawła Krzywańskiego (wielokrotnego medalisty zawodów rangi międzynarodowej) i jego córki – Katarzyny, która była mistrzynią świata, Europy i Polski w karate indywidualnym. Dwa lata później zapisała się do KK Pruszków, gdzie trenowała pod okiem Jerzego Szcząchora.
Pierwszy medal zdobyła w 2005, zajmując drugie miejsce podczas mistrzostw Polski w kumite indywidualnym w kategorii juniorów. Rok później zdobyła brązowy medal na Mistrzostwach Europy w 2006 w kategorii kadetów. Trzy lata później zdobyła złoty medal mistrzostw Europy w kategorii seniorów. W 2008 drużynowo zdobyła brązowy medal na mistrzostwach świata. ME 2011 zakończyła z brązowym medalem w konkurencji „fuku-go”. Rok później uzyskała drugi wynik podczas MŚ w „kata” drużynowym oraz zdobyła złoty, srebrny i brązowy medal podczas mistrzostw Polski. Występ podczas ME w 2013 dodał do jej dorobku medali złoto w mikście i srebro za indywidualny występ. W 2014 Lewandowska zdobyła brąz podczas mistrzostw Polski, a karierę zakończyła, zdobywając brąz podczas MŚ w konkurencji „ko-go kumite”. W całej swojej karierze sportowej zdobyła łącznie 38 medali mistrzostw Polski (30), Europy (6) i świata (3) w federacji WFF..
Jest absolwentką Akademii Wychowania Fizycznego w Warszawie.

### Projekty sportowe i żywieniowe
Od 2013 prowadzi bloga Healthy Plan by Ann, w którym udziela porad żywieniowych i sportowych wraz ze swoim zespołem. 22 października 2014 wydała swoją pierwszą książkę pt. „Żyj zdrowo i aktywnie z Anną Lewandowską”, w której zachęcała czytelników do zmiany swoich nawyków żywieniowych, dzieląc się przy tym autorskimi przepisami i zestawami ćwiczeń. W 2015 wydała rozszerzone wydanie tej książki oraz dwie płyty DVD z ćwiczeniami: „Trening Karate Cardio” i „Trening Karate Cardio Military”. W kwietniu 2016 wydała kolejną płytę DVD z ćwiczeniami – „7 treningów po 15 minut”, a w czerwcu – książkę pt. „Zdrowe gotowanie by Ann”, która trzy miesiące później doczekała się wersji rozszerzonej. W 2017 wydała DVD z ćwiczeniami dla kobiet w ciąży „Healthy Mom By Ann” oraz książkę „Healthy mama. Poradnik zdrowej mamy”.
W sierpniu 2016 została oficjalnie zaprezentowana jako prezes Olimpiad Specjalnych Polska, których głównym zadaniem jest organizowanie treningów i zawodów sportowych dla osób z niepełnosprawnością intelektualną oraz wspieranie zawodników i ich rodzin.
W 2016 stworzyła markę Foods by Ann, która skupia się na produkcji zdrowych przekąsek tj. batony energetyczne. Z czasem wśród produktów pojawiły się suplementy, smoothies, musli, ekologiczne masła i oleje czy akcesoria kuchenne i sportowe. 
W marcu 2018 udostępniła do sprzedaży aplikację Diet & Training by Ann, dostępną na smartfony z systemem iOS i Android, w której znaleźć można nagrania z planami treningowymi oraz rozpisaną dietę według filozofii zgodnej z blogiem Healthy Plan by Ann. Również w 2018 otworzyła kawiarnię ze zdrową żywnością – Healthy Store Foods By Ann, która do października 2021 funkcjonowała na warszawskim Wilanowie.

### Pozostałe przedsięwzięcia
W marcu 2019 została prowadzącą cykl „Sztuki walki” emitowanego w programie śniadaniowym Dzień dobry TVN.
Od 2019 prowadzi markę Phlov oferującą kosmetyki do pielęgnacji.
Jest właścicielką bloga internetowego Baby by Ann, na którym wraz z ekspertkami dzieli się radami macierzyńskimi.
W 2019 na festiwalu See Bloggers zdobyła nagrodę #Hashtag Roku w kategorii Osoba Publiczna aktywna w sieci.

## Osiągnięcia sportowe World Fudokan Federation (WFF)[33]
Medale mistrzostw świata
- W kategoriach seniorów:

2014:  – ko-go kumite

2012:  – kata drużynowe

2008:  – kata drużynowe

Medale mistrzostw Europy
- W kategoriach seniorów:

2013:  – en-bu mikst

2013:  – ko-go kumite

2011:  – fuku-go

2009:  – fuku-go
- W kategoriach młodzieżowych:

2007:  – fuku-go

2006:  – kata indywidualne
Medale mistrzostw Polski
- W kategoriach seniorów:

2014:  – ko-go kumite

2013:  – ko-go kumite

2013:  – fuku-go

2013:  – en-bu mikst

2012:  – kata indywidualne

2012:  – fuku-go

2012:  – ko-go kumite

2012:  – kumite indywidualne

2012:  – en-bu mikst

2011:  – fuku-go

2011:  – kata indywidualne

2011:  – en-bu mikst

2010:  – fuku-go

2009:  – ko-go kumite

2009:  – fuku-go

2008:  – fuku-go

2007:  – fuku-go
- W kategoriach młodzieżowych:

2009:  – kata indywidualne

2009:  – fuku-go

2009:  – ko-go kumite

2008:  – kata indywidualne

2008:  – fuku-go

2007:  – kata indywidualne

2007:  – fuku-go

2007:  – ko-go kumite

2006:  – kata indywidualne

2006:  – ko-go kumite

2005:  – kata indywidualne

2005:  – kumite indywidualne

## Życie prywatne
Ma młodszego o dwa lata brata Piotra, absolwenta warszawskiej ASP. Jej cioteczną prababką była Stanisława Leszczyńska, położna w obozie koncentracyjnym Auschwitz-Birkenau, Służebnica Boża. Nie utrzymuje kontaktu z ojcem, który odszedł od rodziny w 2000. Jej kuzynką jest karateczka Katarzyna Krzywańska, a ojcem chrzestnym operator filmowy Jacek Bławut.
W 2007 podczas sportowego obozu integracyjnego poznała Roberta Lewandowskiego, ówczesnego piłkarza Znicza Pruszków. Kilka miesięcy później zostali parą. Po roku Lewandowski musiał przeprowadzić się do Poznania z powodu zmiany klubu, podczas gdy Stachurska nie mogła pozwolić sobie na zamieszkanie z partnerem. W 2010 przeprowadzili się do Dortmundu. W czerwcu 2011 zaręczyli się podczas wakacji na Malediwach, a 22 czerwca 2013 pobrali się w podwarszawskim Serocku. Mają dwie córki, Klarę (ur. 4 maja 2017) i Laurę (ur. 6 maja 2020).
W 2019 wraz z Robertem znaleźli się na 88. miejscu listy najbogatszych Polaków według magazynu „Wprost”.

### Filantropia
Wraz z mężem, Robertem, angażuje się w akcje charytatywne, w tym m.in. w „Szlachetną Paczkę”. Pomogli również wielu ciężko chorym dzieciom. W 2016 Lewandowska przekazała cały dochód z przeprowadzonego treningu z pół tysiącem ludzi na Dom dla Samotnych Kobiet oraz Matek z Dziećmi w Gdańsku-Wrzeszczu.
21 marca 2020 Lewandowscy ogłosili w serwisie Instagram, że przeznaczą 1 mln euro na walkę z koronawirusem. Lewandowska również skomponowała i przekazała 5 tys. posiłków dla personelu Wojskowego Instytutu Medycznego w Warszawie walczącego z COVID-19.

## Kampanie reklamowe
- 2019: Dzień dobry TVN – prowadząca cykl  „Sztuki walki”

## Miejsce na liście najbogatszych Polaków „Wprost”
- 2019 – 88. miejsce (wraz z Robertem Lewandowskim; 450 mln zł)[47]